# Nepaluhu
Der Nepaluhu (Ketupa nipalensis, Synonym: Bubo nipalensis) ist eine der asiatischen Regenwaldarten der Gattung der Fischuhus. Sein Habitat sind die niederschlagsreichen Waldregionen des Himalaya, Indochinas und Malaysias. Aufgrund seines auffälligen, menschenähnlichen Rufes wird der Nepaluhu in einigen Regionen Sri Lankas auch als "Ulama" oder "Teufelsvogel" bezeichnet.
Er erreicht eine Körpergröße von 51 bis 61 cm und lebt bevorzugt von Nagetieren und kleineren Vögeln. Aufgrund seiner Größe ist er jedoch auch in der Lage, Schakale und größere Hühnervögel zu schlagen.
Ebenso wie der Streifenuhu und der Malaienuhu brütet der Nepaluhu in der Trockenzeit. Ansonsten ist über seine Brutbiologie wenig bekannt.